# Mike Siani
Mike Siani é um ex-jogador profissional de futebol americano estadunidense

## Carreira
Mike Siani foi campeão da temporada de 1976 da National Football League jogando pelo Oakland Raiders.